# Ивановская область
Ива́новская о́бласть — субъект Российской Федерации, входит в состав Центрального федерального округа.
Областной центр — город Иваново.

## История

### В древности
Древнейшие жители области селились по берегам крупных рек и озёр. Наибольшим количеством стоянок отличались скопления озёр в Тейковском и Комсомольском районах.
У озера Сахтыш археологи исследовали более десятка поселений бутовской, верхневолжской, льяловской и волосовской культур. Каждое из них представляло собой несколько землянок, иногда соединённых крытыми переходами.
Начало 2-го тысячелетия до н. э. (бронзовый век) ознаменовалось резким потеплением климата. Территория края представляла собой лесостепь, на которой появились кочевники-скотоводы фатьяновской культуры. Они передвигались на повозках, перевозя на них свои лёгкие жилища. Центром кочевой территории являлось родовое кладбище. В мужских захоронениях находились сверлёные каменные топоры, орудия труда из камня и кости, глиняные шаровидные сосуды. В женских погребениях была обнаружена посуда, вещи домашнего обихода, а также украшения, в том числе из меди.

#### Средние века
В IX—X веках по двум направлениям началось массовое переселение славян на территорию края. В то время здесь росли огромные леса. С запада и юго-запада, из Владимиро-Суздальского Ополья, шли кривичи с небольшой долей словен. Их движение шло по рекам Нерли и Ирмесу, затем по долинам рек Раёк и Койки в направлении озёр Сахтыш и Рубского, а также по рекам Уводи и Тезе. С этими переселенцами связаны самые ранние славянские памятники области, которые находятся в юго-западной её части. С северо-запада в приволжские районы, из Новгородской земли, двигались словене вместе со славянизированными балтскими и финскими племенами. Эти потоки сталкивались в центре области. Со стороны Городца шло переселение на восточные территории области.

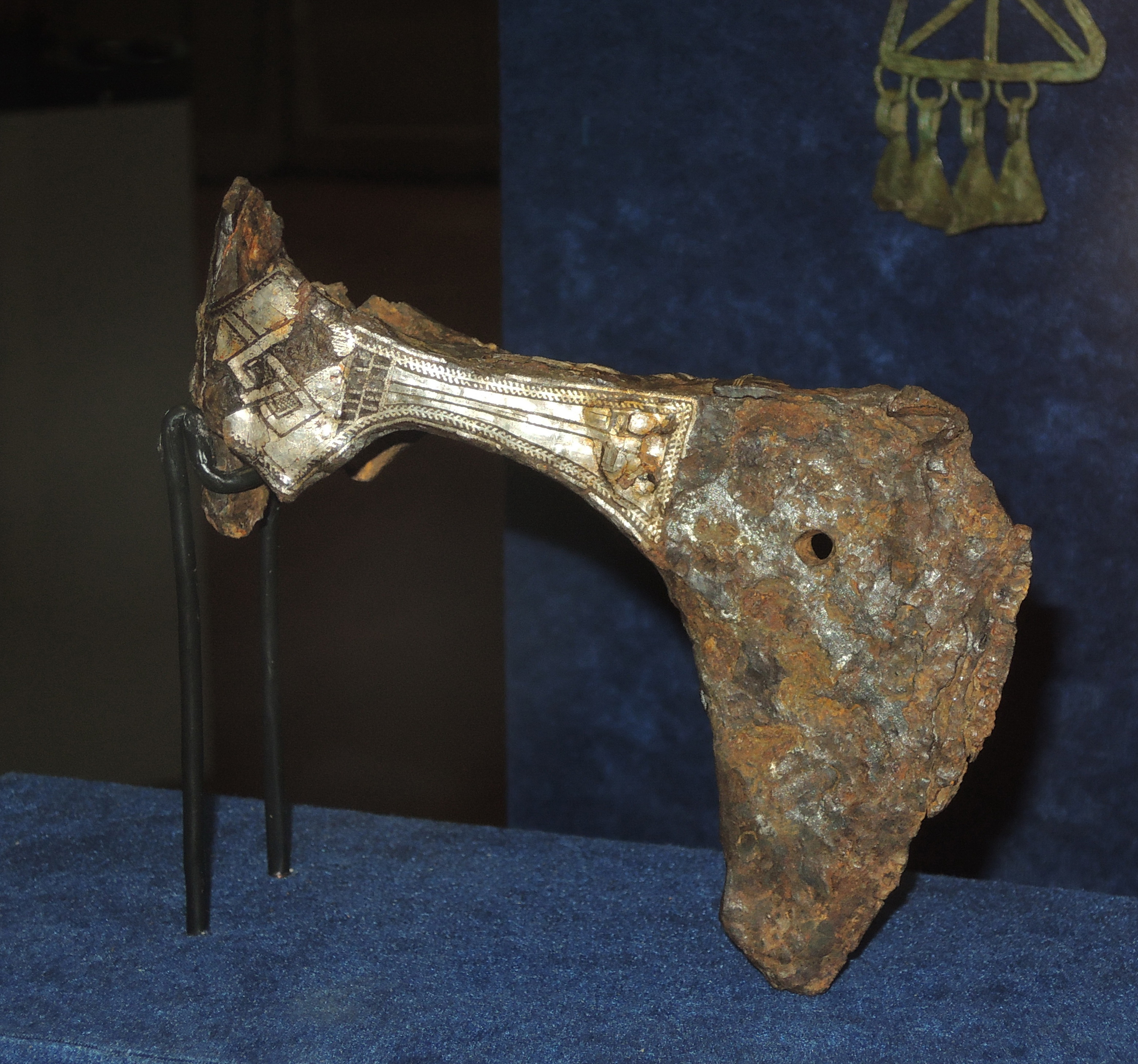
Топор из Шекшова, один из наиболее ранних образцов парадного вооружения, найденных на территории Руси

В XI веке край находился на окраине Киевской Руси, а в дальнейшем вошёл в состав Ростово-Суздальского княжества, значительную часть населения которого составили славяне и мирно ассимилированная ими вскоре меря. Феодальные отношения складываются здесь довольно поздно, в XII—XIII веках. К этому же времени относится возникновение первых городов.
По мнению историка К. Е. Балдина, древнейшими городами Ивановской области являются Плёс и Юрьевец.
Край подвергся разорению в ходе монгольского нашествия в начале 1238 года. Большинство городов и деревень было уничтожено. Согласно историку К. Е. Балдину, города Шуя, Лух и Кинешма возникли в период монголо-татарского ига.
В XIV веке суздальско-нижегородские князья построили крепость Порздно. В конце XIV века возникли первые монастыри (Макариев-Решемский монастырь, основанный Макарием Унженским, Святоезерский и Лазаревский монастыри).
На территории области находились земли, принадлежавшие князьям Шуйским, видным государственным деятелям XV—XVII веков, чей род получил название от города Шуи.
В начале XV века территория края вошла в состав Великого княжества Московского. В 1410 году на Волге был создан Плёсский таможенно-оборонительный рубеж, что позволило Москве взять под контроль главную торговую дорогу Руси.
В XV веке экономика края, оправившаяся от ордынского нашествия, была на подъёме. Развивалось ткачество. В Плёсе продолжало развиваться ювелирное производство. Даже в значительном удалении от рек наблюдалась высокая плотность поселений, что свидетельствовало о широком развитии сельского хозяйства. Считается, что в XV веке уже существовало Иваново, однако первое известное письменное упоминание о нём относится к 1608 году.
В XVI веке крепость Солдога уже устарела, на смену ей была построена крепость в Кинешме, находящейся неподалёку. Вражеские набеги участились в середине XVI века, но после взятия Казани сошли на нет. Внутренними врагами великокняжеской власти были волжские и лесные разбойники, притесняемые крестьяне. Беспорядки усилились, когда экономика края была подорвана опричниной.

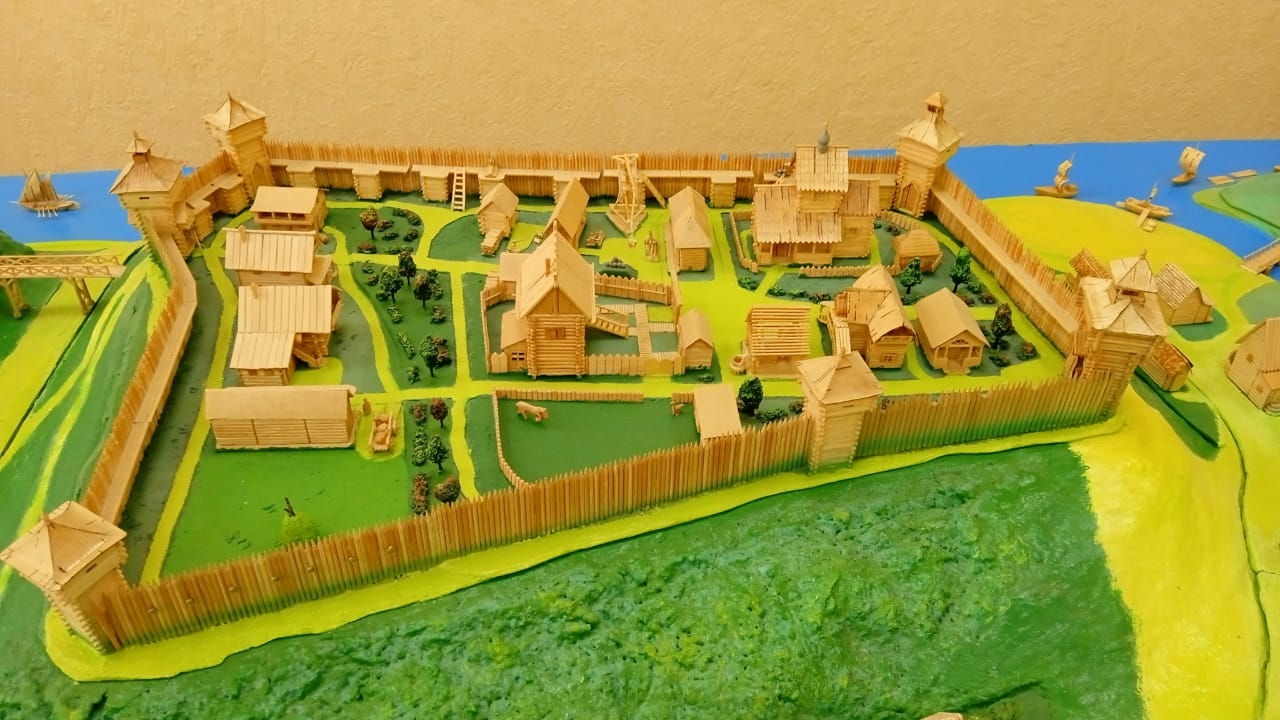
Кинешма XVII века, модель, Кинешемский краеведческий музей

От последствий Смуты регион оправился к середине XVII века. Прекратились набеги черемисов на Юрьевец и его каменная крепость осталась недостроенной.
Торгово-промысловый характер региона определили его естественно-географические причины: суровый климат и бедность почв делали земледелие рискованным, но имелись удобные речные пути и дешёвое техническое сырьё (пенька, лён, шерсть, кожа и др.). В XVII веке, когда хлеб стали поставлять южные и восточные регионы страны, невыгодность хлебопашества стала ощущаться ещё острее. Крестьяне стали бросать пашни ради ремесленничества и торговли. Бурный рост промышленности переживали города и крупные сёла. Плёс, Кинешма и Юрьевец стали всероссийскими центрами производства льняных тканей, за ними последовали Иваново, Кохма, Шуя и другие поселения. В Шуе также значительного развития достигло овцеводство, выделка шкур и кожи, мыловарение. Холуй стал центром добычи соли. Главными речными путями, помимо Волги, были Нерль, Уводь, Теза, Лух. Важное значение имел плёсский порт. Через Гавриловскую слободу (будущий Гаврилов Посад), Лежнево, Шую и Лух проходил Стромынский торговый тракт.

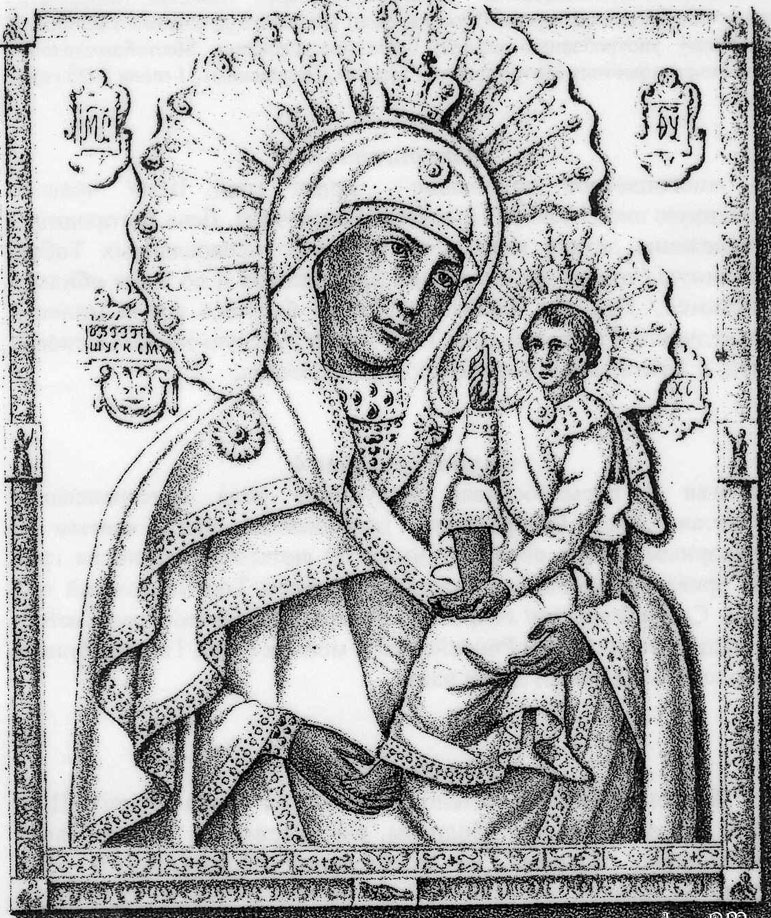
Шуйско-Смоленская икона Божией Матери

Эпидемия чумы в 1654 году поразила и Ивановский край. Избавление Шуи от этого бедствия связывают с написанием чудотворной иконы, которая позднее получила название Шуйско-Смоленской.
После реформы Никона край стал одним из оплотов старообрядчества. Старообрядцы сыграли заметную роль в развитии местной промышленности.

В XVIII веке русская промышленность начала переход к мануфактуре. Одна из первых текстильных мануфактур создана в Кохме в 1720 году голландцем И. Тамесом. Хотя это предприятие просуществовало недолго, оно успело сыграть свою роль в распространении знаний о мануфактурном деле. В 1742 году первую льноткацкую мануфактуру соседнего села Иваново открыл крестьянин Григорий Бутримов, вскоре появились предприятия у других ивановских крестьян: Грачёва, Ямановского, Гарелина. В 1750-х годах открылись первые мануфактуры в Шуе и Кинешме. Если в Иванове предприятия принадлежали крестьянам, то в других промышленных центрах — Шуе, Кинешме, Тейкове, Плёсе — купцам. Местные мануфактуры занимали важное место в снабжении армии и флота тканями.

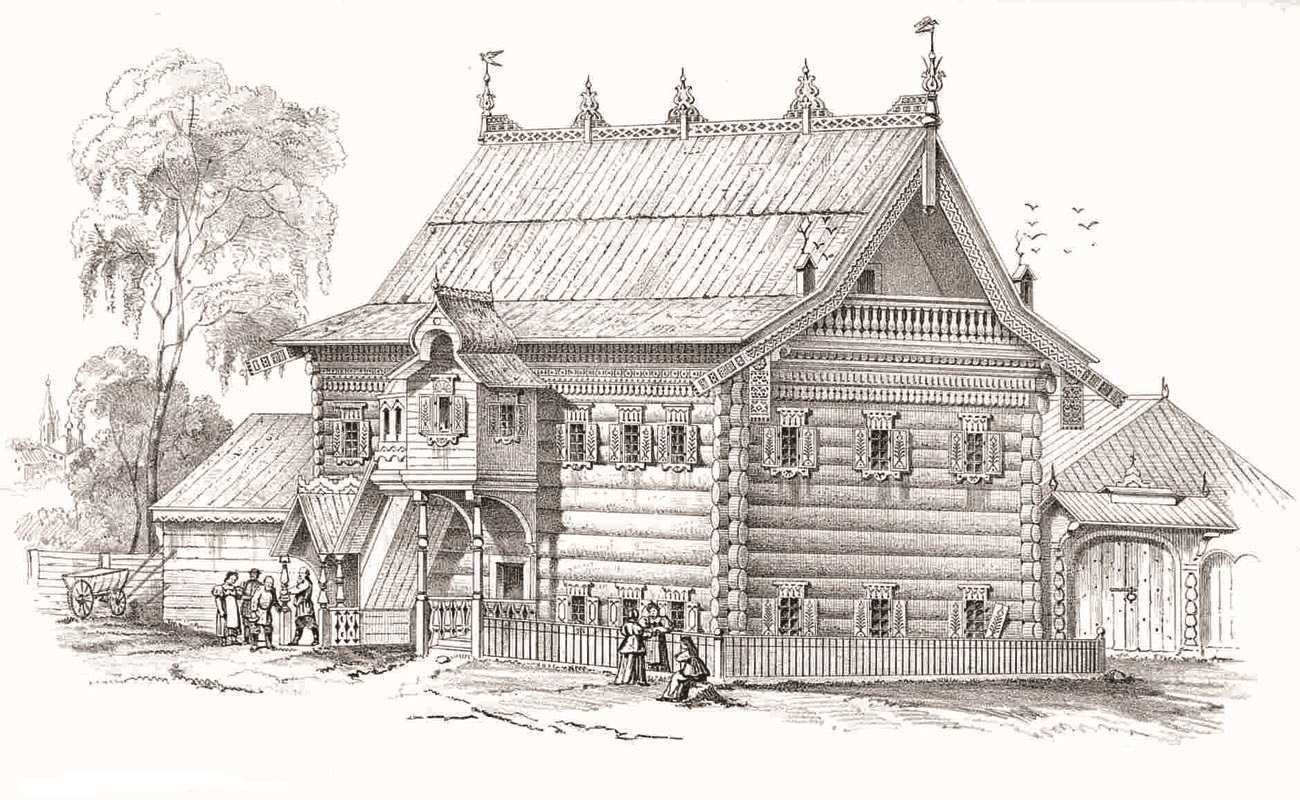
Изба в селе Вичуге Кинешемского уезда. Н. Г. Чернецов, 1838

В первой трети XIX века за Ивановом и окружающими его сёлами и деревнями, за уездными городами Шуей и Кинешмой закрепилась репутация текстильного края. Край производил большую часть хлопчатобумажной продукции России, его сравнивали с Англией, в то время славившейся своим текстилем. На крупнейших ярмарках заводится «особенный ряд», названный ивановским. К концу XIX века, как результат бурного развития промышленности после освобождения крестьян в 1861 году, в России сложился целый ряд крупных экономических районов. Одним из них был Иваново-Вознесенский промышленный район, охватывающий северные индустриальные уезды Владимирской губернии и южные индустриальные уезды Костромской губернии.
В 1871 году село Иваново и посад Вознесенский получили статус безуездного города под названием Иваново-Вознесенск. Процесс концентрации промышленности и применение паровых двигателей способствовали образованию и укрупнению промышленных центров. Развитию текстильной промышленности способствовали также благоприятные транспортные условия. Реки Волга, Ока и Кама связывали край с хлебородным юго-востоком, горнорудным Уралом, центром России, Балтийским и Каспийским морями. В 1860-х годах была построена железная дорога, которая дала Иваново-Вознесенску транспортный выход на Нижний Новгород, Москву, Кинешму.

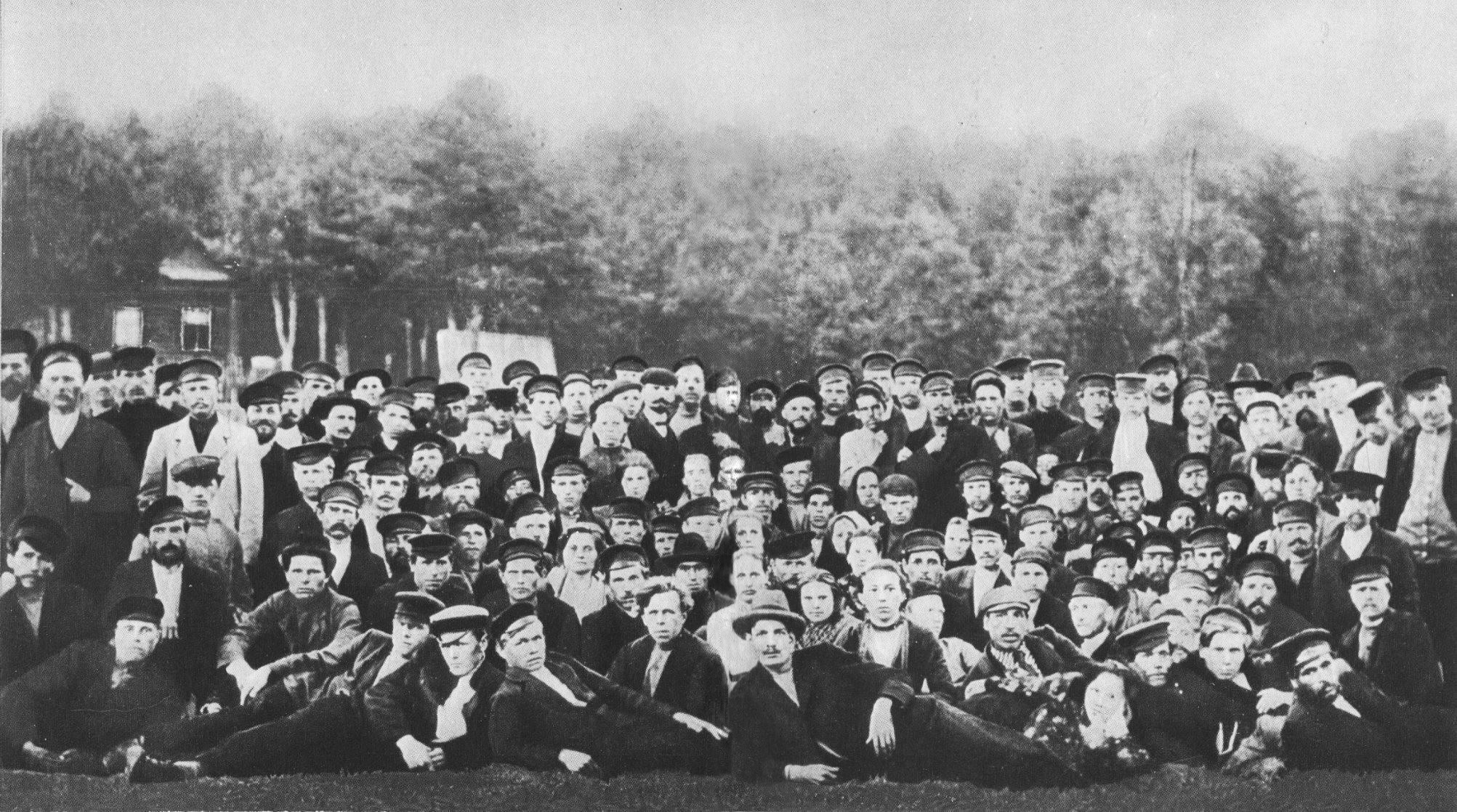
Иваново-Вознесенский Совет, первый в России общегородской совет. Фотография 1905 года.

В 1870-х годах в крае начинается стачечное движение. Наиболее известны иваново-вознесенские стачки, во время Первой Русской революции там был создан первый в России общегородской совет. Наибольшее влияние в революционном движении имели большевики.

### Советский период
После Октябрьской социалистической революции 20 июня 1918 года постановлением коллегии при народном комиссаре по внутренним делам была утверждена Иваново-Вознесенская губерния с центром в городе Иваново-Вознесенске в составе территорий, определённых III съездом Советов Иваново-Кинешемского района. Некоторое время после своего появления новая губерния называлась Ивановской, но вскоре название сменили на Иваново-Вознесенскую. Этим актом был административно объединён экономически однородный район с промышленно развитым центром — городом Иваново-Вознесенском.
Опираясь на приобретённый губернский статус, ивановцы с конца 1918 года стали постепенно запускать остановившиеся фабрики и заводы, налаживать продовольственное снабжение голодающего населения. Образование самостоятельной губернии позволило в 1920—1924 годах полностью восстановить экономический потенциал края.
В 1918—1920 годах в Иваново-Вознесенске были открыты политехнический институт и институт народного образования (позднее — Ивановский государственный университет), социально-экономический техникум, ряд общеобразовательных школ, учреждений здравоохранения и др. Потенциал Иваново-Вознесенской губернии был использован для проведения индустриализации страны в конце 1920-х и в 1930-е годы.
В 1922 году в Шуе произошло столкновение верующих с силами властей, в результате чего несколько человек погибли. Данные события, известные как шуйское дело, привлекли к себе внимание руководства страны.

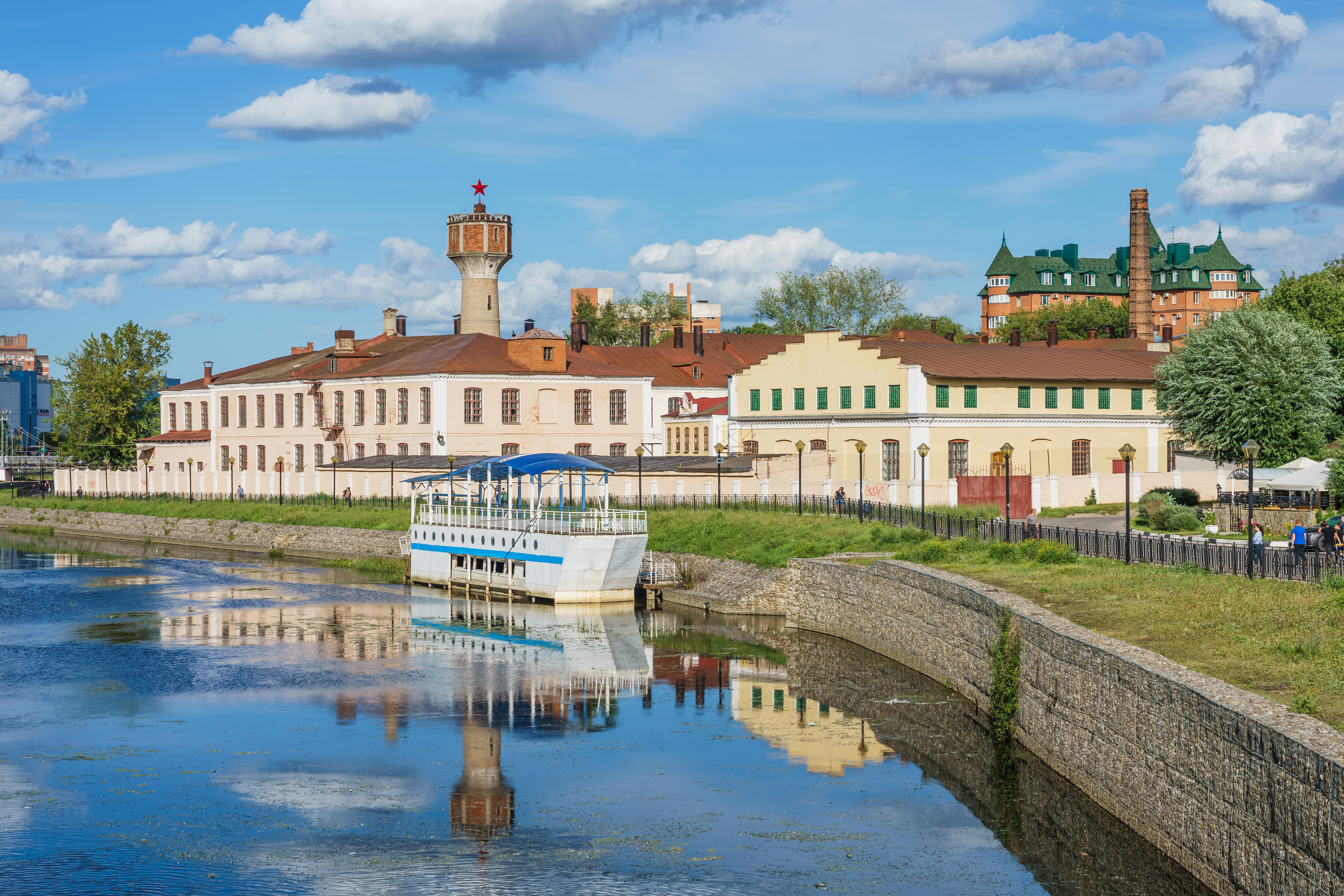
Фабрика бумажно-технических изделий (бывшая Фокинская мануфактура), Иваново

В январе 1929 года после ликвидации губерний Иваново-Вознесенск стал центром новой Ивановской Промышленной области (ИПО), объединившей территории бывших Иваново-Вознесенской, Владимирской, Костромской и Ярославской губерний. 11 марта 1936 года из состава Ивановской Промышленной области была выделена Ярославская область, а оставшаяся часть переименована в Ивановскую область. 14 августа 1944 года из состава Ивановской области часть территорий были переданы во вновь образованные Костромскую и Владимирскую области.
В 1932 году в городе Вичуге произошли забастовка и бунт рабочих, недовольных резким снижением карточных норм на хлеб. Забастовщики, захватив здание городского комитета ВКП(б), ОГПУ и почту, объявили о свержении советской власти. На подавление мятежа были брошены войска, в ходе боёв были убиты несколько сотен рабочих.
В 1950—1960 годах развивалось машиностроение и другие отрасли. В конце 1950-х — начале 1960-х годов Иваново являлось центром Верхневолжского совнархоза — крупного регионального экономического объединения на северо-востоке Европейской части России.
2 февраля 1967 года Указом Президиума Верховного Совета СССР Ивановская область награждена орденом Ленина.
Современные границы Ивановская область приобрела в 1994 году после передачи Сокольского района в состав Нижегородской области.

## География

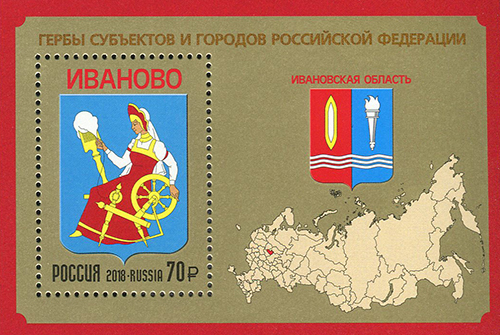
Почтовая марка России, Гербы субъектов и городов Российской Федерации, 2018

## Население
Численность населения области по данным Росстата составляет 898 490 чел. (2025). Плотность населения — 41,91 чел./км² (2025). Городское население — 
84,29 % (2022).
Численность трудовых ресурсов за 2005 год составила 672,3 тыс. человек, занятых в экономике — 478,7 тыс. человек. Численность официально зарегистрированных безработных на начало 2007 года составила 11,7 тыс. человек, уровень безработицы — 2,1 % к экономически активному населению.

### Национальный состав
| Народ                                             | Численность 2002 год, чел. (*) | Численность в 2010 году, чел. |
| ------------------------------------------------- | ------------------------------ | ----------------------------- |
| Русские                                           | 1 075 815                      | 962 219                       |
| Украинцы                                          | 10 629                         | 7 684                         |
| Татары                                            | 8 205                          | 6 696                         |
| Армяне                                            | 4 012                          | 4 645                         |
| Азербайджанцы                                     | 3 166                          | 3 545                         |
| Белорусы                                          | 3 483                          | 2 379                         |
| Цыгане                                            | 2 031                          | 2 283                         |
| Узбеки                                            | 698                            | 1 399                         |
| Мордва                                            | 1 948                          | 1 243                         |
| Чуваши                                            | 1 648                          | 1 240                         |
| Молдаване                                         | 1 246                          | 1 181                         |
| Другие национальности                             | 11 599                         | 12 255                        |
| Лица не указавшие нац.принадлежность              | 23 849                         | 54 882                        |
| показаны народы c численностью более 1000 человек |                                |                               |

По итогам переписи населения 2020 года проживали следующие национальности (национальности менее 0,1 % и другое, см. в сноске к строке «Другие»):
| Национальность | Численность, чел. | Доля     |
| -------------- | ----------------- | -------- |
| Русские        | 828 180           | 89,26 %  |
| Армяне         | 3467              | 0,37 %   |
| Татары         | 3148              | 0,34 %   |
| Украинцы       | 2785              | 0,30 %   |
| Азербайджанцы  | 2500              | 0,27 %   |
| Таджики        | 2163              | 0,23 %   |
| Цыгане         | 1657              | 0,18 %   |
| Узбеки         | 1492              | 0,16 %   |
| Киргизы        | 1248              | 0,13 %   |
| Другие         | 81 188            | 8,76 %   |
| Итого          | 927 828           | 100,00 % |

## Административно-территориальное деление
B состав области входят 21 район, 4 городских района (в г. Иваново — Ленинский, Советский, Октябрьский, Фрунзенский), 6 городов областного подчинения, 11 городов районного подчинения и 31 рабочий посёлок.
Городские округа
- Вичуга
- Иваново
- Кинешма
- Кохма
- Тейково
- Шуя

Муниципальные районы
- Верхнеландеховский район (Верхний Ландех)
- Вичугский район (Вичуга, не входит в район)
- Гаврилово-Посадский район (Гаврилов Посад)
- Заволжский район (Заволжск)
- Ивановский район (Иваново, не входит в район)
- Ильинский район (Ильинское-Хованское)
- Кинешемский район (Кинешма, не входит в район)
- Комсомольский район (Комсомольск)
- Лежневский район (Лежнево)
- Лухский район (Лух)
- Палехский район (Палех)
- Пестяковский район (Пестяки)
- Приволжский район (Приволжск)
- Пучежский район (Пучеж)
- Родниковский район (Родники)
- Савинский район (Савино)
- Тейковский район (Тейково, не входит в район)
- Фурмановский район (Фурманов)
- Шуйский район (Шуя, не входит в район)
- Южский район (Южа)
- Юрьевецкий район (Юрьевец)

## Населённые пункты
Населённые пункты с численностью населения более 5 тысяч человек
| Иваново  | ↘356 735 |
| Кинешма  | ↘77 694  |
| Шуя      | ↘55 225  |
| Вичуга   | ↘30 694  |
| Фурманов | ↘29 715  |
| Тейково  | ↘31 305  |
| Кохма    | ↗30 940  |

| Родники     | ↗24 101 |
| Приволжск   | ↘14 332 |
| Южа         | ↗12 957 |
| Заволжск    | ↘8896   |
| Наволоки    | ↘8167   |
| Юрьевец     | ↘7899   |
| Ново-Талицы | ↘7955   |

| Комсомольск    | ↗8364 |
| Лежнево        | ↘7297 |
| Пучеж          | ↗6879 |
| Гаврилов Посад | ↘5429 |
| Талицы         | ↘5677 |
| Савино         | ↘4722 |

## Экономика
В Национальном рейтинге состояния инвестиционного климата в регионах России по итогам 2021 года Ивановская область заняла девятое место.
Валовой региональный продукт: 171 млрд рублей (2015)
ВРП на душу населения по состоянию.на 2019 год являлся самым низким в Центральном федеральном округе.
ВРП на душу населения (тыс. деноминированных рублей)
| 1996  | 1997  | 1998  | 1999  | 2000  | 2001  | 2002  | 2003  | 2004  | 2005  |
| ----- | ----- | ----- | ----- | ----- | ----- | ----- | ----- | ----- | ----- |
| 6,7   | 6,4   | 6,8   | 9,8   | 14,2  | 18,9  | 23,4  | 29,2  | 35,7  | 40,0  |
| 2006  | 2007  | 2008  | 2009  | 2010  | 2011  | 2012  | 2013  | 2014  | 2015  |
| 50,3  | 68,9  | 80,7  | 81,3  | 103,3 | 121,9 | 129,4 | 151,2 | 146,0 | 165,5 |
| 2016  | 2017  | 2018  | 2019  | 2020  | 2021  | 2022  | 2023  | 2024  | 2025  |
| 205,5 | 208,5 | 230,3 | 249,6 |       |       |       |       |       |       |

Структуру экономики отличает высокая (для центральной России) доля сектора государственных услуг (17,6 % ВРП в 2006 году). В промышленности формируется около 34,1 % ВРП (2006) (42,2 % — 2005), из них 20,1 % в обрабатывающих производствах (прежде всего лёгкая промышленность, энергетика и машиностроение), 3,9 % (2006) — в строительном комплексе, 9,7 % — в энергетике. В агропромышленном комплексе создаётся 8,0 % ВВП (2006) (9,4 % — 2005).

### Промышленность
В объёме промышленного производства выделяются лёгкая промышленность (32,8 % — самая высокая в России), электроэнергетика (24 %), машиностроение (20 %), пищевая промышленность (18 %) и деревообработка (3 %).
Пищевая промышленность
Наиболее крупные предприятия: Ивановский филиал ОАО «САН ИнБев» — завод-производитель популярных марок пива, ОАО «Шуйский маслоэкстракционный завод» закрыт в 2009 году, ОАО «Мясокомбинат „Шуйский“» закрыт, ЗАО «Ивановский бройлер», ОАО «Спиртзавод „Петровский“» закрыт, ОАО «Кинешемская птицефабрика».
Машиностроение и металлообработка
- Ивановский автокрановый завод (Иваново) — производство автомобильных кранов; на грани банкротства. Работает на 10 %
- «Кранэкс» (Иваново) — производство гусеничных гидравлических экскаваторов; на грани банкротства. Работает на 10 %
- «Профессионал» (Иваново) — производство навесного оборудования для строительной техники;
- «Строммашина» (Кохма) — производство башенных кранов, автомобильных кранов, строительных металлоконструкций; Не работает. Объявлен банкротом. Закрыт
- Ивановский завод тяжёлого станкостроения (Иваново) — производство расточных станков и горизонтальных обрабатывающих центров; Не работает. Закрыт. Помещения сдаются в аренду.
- «Верхневолжский сервисный металлоцентр» (Ново-Талицы) — металлообработка;
- Родниковский машиностроительный завод (Родники) — производство горно-шахтного оборудования, автобусов марки «Родник»;
- Завод подъёмников (Лежнево) — производство самоходных и несамоходных подъёмников ножничного, коленчатого и телескопического типа, подъёмных столов различного назначения;
- «Kинешма Аутомотив Компонентс» (Кинешма) — производство компонентов для автомобилей;
- «Стандартпласт» (Иваново, Лежнево) — производство шумоизоляционных материалов для автопроизводителей АвтоВАЗ, ГАЗ, ЛиАЗ, УАЗ, ПАЗ, Hyundai Motor.

Лёгкая промышленность

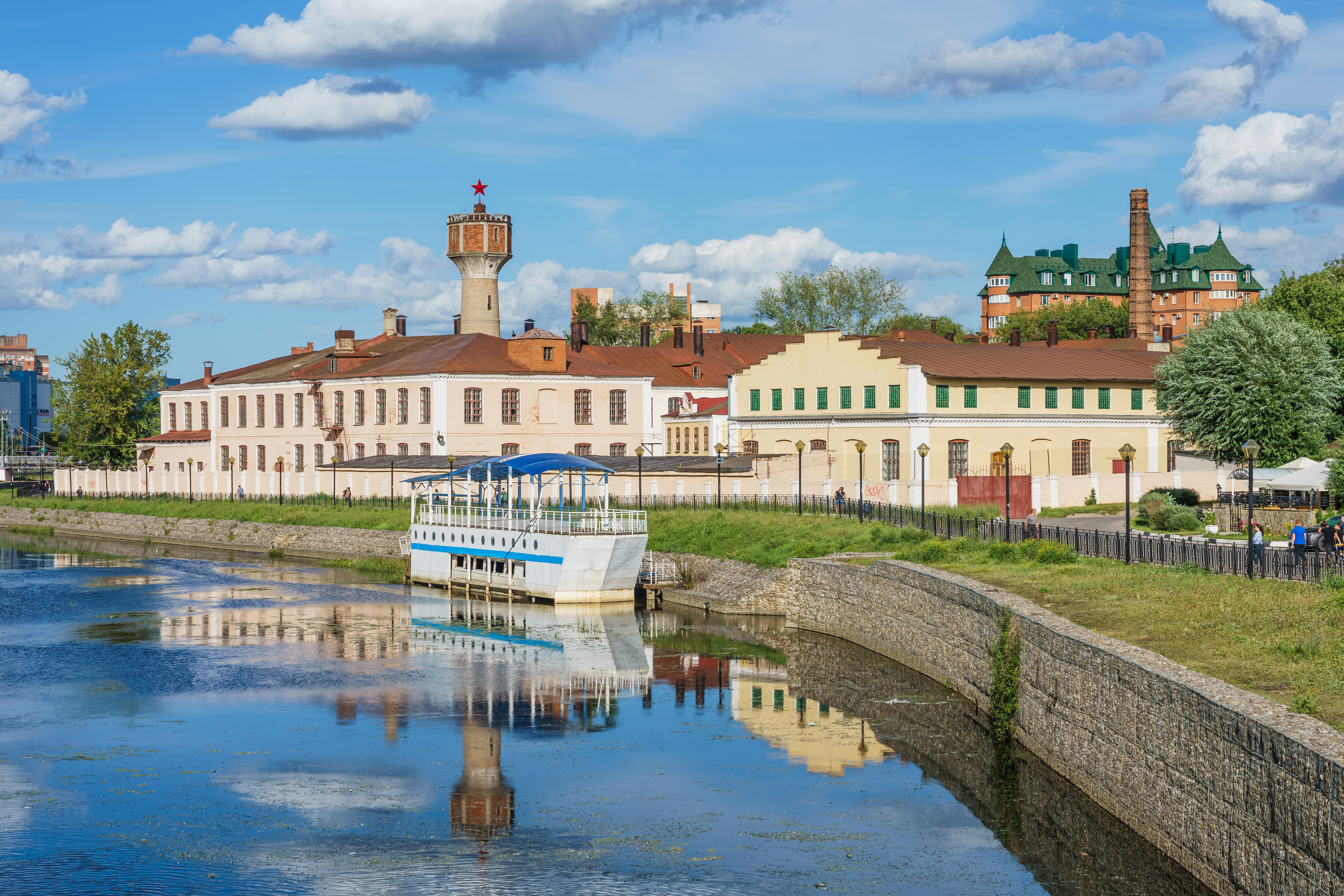
Фабрика бумажно-технических изделий (бывшая Фокинская мануфактура) в Иванове

Ведущей отраслью по объёмам производимой продукции является текстильная промышленность.
Наиболее крупные предприятия отрасли:
- хлопчатобумажный комбинат «Шуйские ситцы» (Шуя) — полный цикл переработки хлопка;
- ОСП «Родники Текстиль» ООО «Нордтекс» (Родники) — производство тканей для специальной и корпоративной одежды;
- текстильная компания «Красная Талка» (Иваново) — производство ситца, бязи, фланели, сатина и других;
- хлопчатобумажный комбинат «Тейковская мануфактура» (Тейково) — производство ситца, бязи, фланели, сатина, поплина и других;
- швейные предприятия: «Яковлевская мануфактура», Швейная фирма «Айвенго», «Полёт», «Фабрикант», «Шуйская мануфактура», «Кармил», «ШуяТекс+», «Швейник» (Вичуга), «Пучежская швейная компания»;
- «Орматек» (Иваново, Кохма) — производство анатомических матрасов, подушек, наматрасников, кроватей, мебели.
- В январе 2023 корпорацией «Ростех» было запущено в области собственное производство парашютной ткани[34].

### Энергетика
По состоянию на начало 2021 года, на территории Ивановской области эксплуатировались 6 тепловые электростанций общей мощностью 874,9 МВт. В 2020 году они произвели 1454 млн кВт·ч электроэнергии.
Электроэнергия в Ивановской области вырабатывается на тепловых электростанциях. Крупнейшие объекты контролируются ПАО «Т Плюс» и АО «Интер РАО — Электрогенерация». Это Ивановская ТЭЦ-2 (200 МВт, 671,5 Гкал·час), Ивановская ТЭЦ-3 (330 МВт, 876 Гкал·час) и Ивановские ПГУ (325 МВт на основе парогазовой установки) (г. Комсомольск)
Крупнейшие линии электропередачи: ВЛ Костромская ГРЭС — Москва, ВЛ-500 кВ Костромская ГРЭС — Владимирская ПС, ВЛ 220 Костромская ГРЭС — Вичуга — 1, ВЛ 220 Костромская ГРЭС — Вичуга — 2, ВЛ 220 кВ ПС «Заря» — Вичуга. Крупнейшие подстанции расположены в Вичуге и Кинешме (ОАО «ФСК ЕЭС»). Сеть внутренних линий на 2008 год составляла 15,95 тыс. км, действовали 3912 подстанций (филиал «Ивэнерго» ОАО «МРСК Центра и Приволжья»). Объём передачи электроэнергии по сетям превышал 2,5 млрд кВт·ч в год.

### Сельское хозяйство
На 1 января 2021 года численность сельского населения 179.668 человек, около 18 % населения Ивановской области.
Ведущая отрасль сельского хозяйства — животноводство молочно-мясного направления, представлено льноводство, картофелеводство и лесное хозяйство.
В 2019 году продукция сельского хозяйства 17,2 млрд рублей, из них продукция животноводства 10,5 млрд рублей, растениеводства 6,7 млрд рублей. Индекс продукции животноводства 98,4 %, средний годовой удой молока от коровы 4791 кг.
На 1 января 2020 года в хозяйствах всех категорий насчитывалось 63,2 тыс. голов крупного рогатого скота (74,4 % в сельхозпредприятиях), из них коров 26,4 тыс. голов (72,0 % в сельхозпредприятиях), 15,4 тыс. свиней (51,1 % в сельхозпредприятиях), 16,1 тыс. овец и 9,3 тыс. коз (15,1 % в сельхозпредприятиях), 0,3 тыс. лошадей, 3,0 млн голов птицы.
В 2019 году в хозяйствах всех категорий региона произведено на убой скота и птицы (в живом весе) 38,9 тыс. тонн, производство молока составило 153,7 тыс. тонн, производство яиц составило 391,4 млн штук.
В 2019 году в хозяйствах всех категорий (в сельхозпредприятиях) собрано картофеля 82,3 тыс.т. (9,1 тыс.т.), овощей открытого и закрытого грунта 39,7 тыс.т. (7,9 тыс.т).
Валовый сбор зерновых и зернобобовых культур в 2020 году составил 156 тыс. тонн, при урожайности 25,5 ц/га. Аграрии региона в этом году собрали самый высокий урожай зерна за 19 лет, достигнув абсолютного рекорда по урожайности.
В 2006 году в целом по области произведено: зерна — 80,5 тыс.т., картофеля — 278,9 тыс.т., овощей — 123,1 тыс.т., скота и птицы в живом весе — 34 тыс.т., молока — 189 тыс.т., яиц — 304,8 млн.шт. Выпуск продукции сельского хозяйства за 2006 год составил 7,9 млрд.руб., (на 8,4 % выше 2005 года).
| тыс. гектар | 660 | 609,2 | 528,2 | 407,3 | 256,9 | 219,2 | 231,1 | 201,2 |

### Транспорт
Основные транспортные узлы региона — Иваново и Кинешма. Особенностью транспортной сети является отсутствие крупных транзитных потоков, за исключением волжского водного пути.
Автомобильный транспорт
На территории области 5244 км автомобильных дорог общего пользования, из них 5017 км с твёрдым покрытием.
Основные автомобильные дороги:
- Подход от М7 «Волга» к Иванову протяжённостью 102 км
- Р600 Кострома — Иваново протяжённостью 105 км, проходящая через Фурманов и Приволжск.
- Автодорога Иваново — Нижний-Новгород, проходящая через города Шую, Палех и посёлок Пестяки.
- Автодорога Р79, связывающая областные центры Иваново и Ярославль.
- Региональная дорога протяжённостью 265 км, проходящая с запада на восток региона и связывающая между собой города Юрьевец — Кинешма — Вичуга — Родники — Иваново — Тейково и западный посёлок Ильинское-Хованское. Продолжается реконструкция автодороги Ковров — Шуя — Кинешма и строительство автодороги Заволжск — Островское. После окончания строительства появится возможность нового прямого выхода из центральных регионов России через Шую, Родники, Кинешму на северный транспортный коридор.

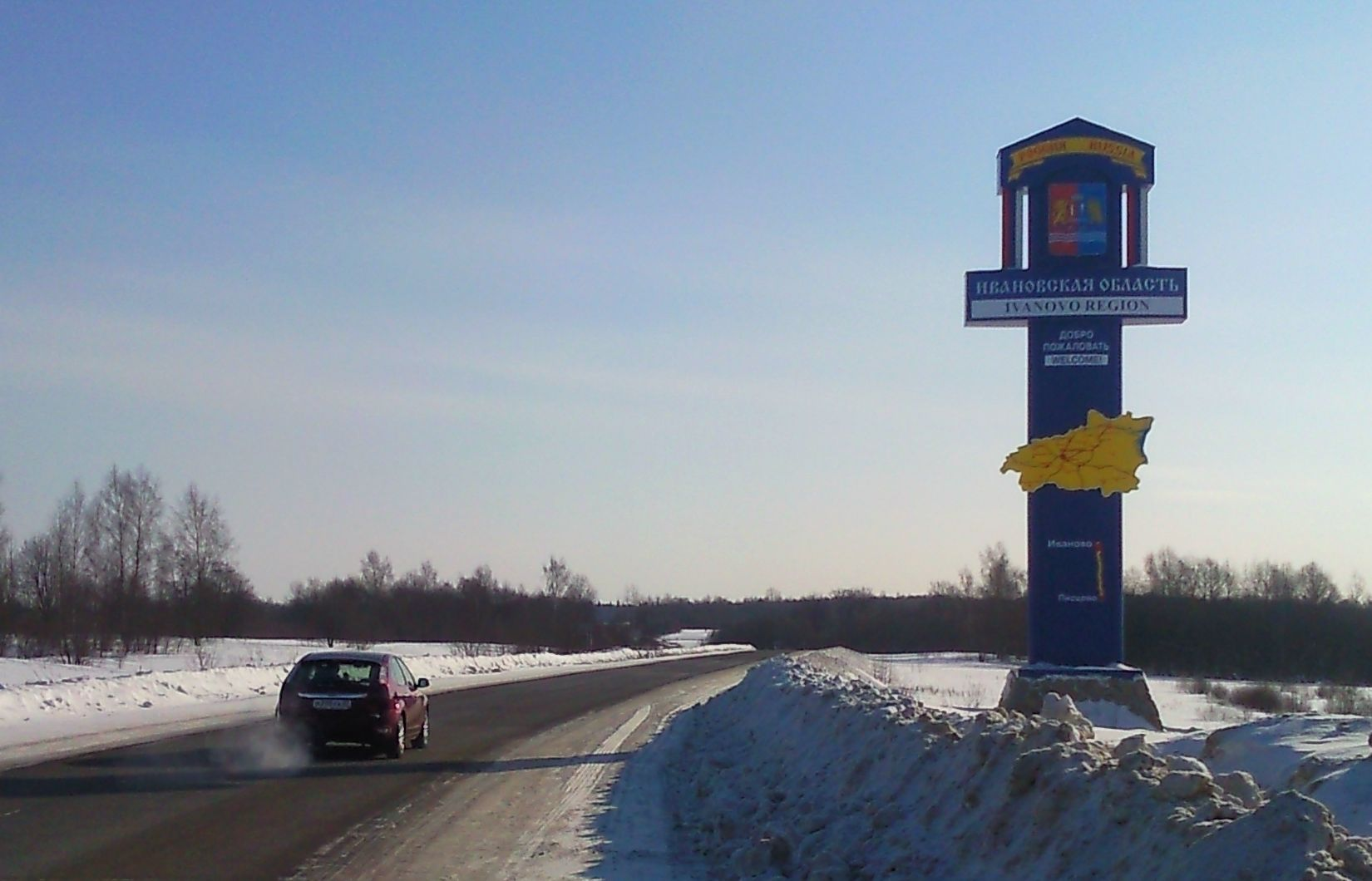
Граница Ивановской и Ярославской областей. Автодорога А-79, близ деревни Осенево

В области в 2003 году построен один из четырёх автомобильных мостов через Горьковское водохранилище — Кинешемский мост, связавший с основной территорией левобережье Волги, способный сформировать межобластной поток.
В области зарегистрировано[когда?]

 36,4 тыс. грузовых автомобилей, из них 11,3 % находятся в частной собственности. За 2006 год перевезено 1,2 млн тонн грузов. Грузооборот в 2006 году составил 169 млн тонно-километров.
Подвижной состав пассажирского транспорта на 2006 год насчитывал 823 автобуса, в том числе 172 межмуниципальных, 248 пригородных, 403 внутригородских. Пассажирооборот за 2006 год составил 890,3 млн пассажиро-километров.
Железнодорожный транспорт
Протяжённость железных дорог области — 590 км, из них 345 км общего пользования.
Железнодорожный транспорт имеет в основном местное и региональное значение (линии Иваново — Александров, Иваново — Комсомольск, Иваново — Новки, Иваново — Кинешма , Ермолино — Фурманов, Фурманов — Нерехта, Фурманов — Волгореченск и Заволжск — Первушино), все линии однопутные на тепловозной тяге; крупное локомотивное депо, товарная станция Иваново. За 2006 год перевезено 3,1 млн пассажиров и 1,5 млн тонн грузов.
Ранее действовали несколько узкоколейных линий в Ивановском, Комсомольском, Шуйском и Южском районах (Балахнинско-Шуйская сеть узкоколейных железных дорог). Сохранилась электрифицированная узкоколейная линия силикатного завода в Иванове. 13 марта 2018 года запущен регулярный маршрут скоростного электропоезда «Ласточка» сообщением Москва — Иваново — Москва 4 раза в день.
Согласно долгосрочной программе развития ОАО «Российские железные дороги» до 2025 года, будут электрифицированы участки железной дороги от Иванова до станции Нерехта — направление на Ярославль и Санкт-Петербург, а также от Иванова до станции Новки — направление на Москву.
Водный транспорт
Основные судоходные пути протяжённостью 220 км, проходящие по реке Волге, дают возможность удобного как межрегионального, так и международного грузового водного сообщения. Продолжительность навигационного периода составляет 210 суток. Имеется грузовой Кинешемский порт, речной вокзал с причалами в Кинешме и причал в Юрьевце, пассажирский причал в городе Плёсе.
В эксплуатации находятся[когда?]

 6 пассажирских и 10 буксирных судов. Внутренними перевозками в 2006 году перевезено 60 тыс. человек и 0,4 млн тонн грузов, грузооборот составил 28 млн тонно-километров.
Воздушный, городской транспорт
В Иванове действует аэропорт федерального значения Иваново-Южный, способный принимать основные пассажирские суда, вертолёты всех типов. В 2016 году Иваново было связано регулярными рейсами с Москвой и Санкт-Петербургом (авиакомпания РусЛайн) и сезонными с Симферополем и Сочи (авиакомпания Нордавиа).
Действует военный аэродром «Иваново-Северный». В Иванове есть также спортивный аэродром «Ясюниха», имеются также аэропорт в Кинешме и аэродром в Юрьевце, регулярные рейсы не выполняются.
В Иванове проложено около 150 км троллейбусных линий, действует троллейбус. До 2008 года в областном центре действовал трамвай.
Трубопроводы
Через регион проходят две нитки нефтепровода Нижний-Новгород — Ярославль, предназначенные для поставок сибирской и урало-поволжской нефти на Ярославский, Московский и Киришский нефтеперерабатывающие заводы, а также для экспорта через балтийский порт Приморск. Объём перекачки превышает 20 млн т. в год. Ведётся строительство ветки Второво — Ярославский НПЗ экспортного нефтепродуктопровода «Север», в 2008 году закончено строительство первого пускового комплекса, мощность составляет 8,4 млн т. год, планируется доведение до 24 млн т. год (ОАО «Транснефть»).
С юга на север через область проходит региональный газопровод Нижний Новгород — Иваново — Ярославль с крупной компрессорной станцией в Иваново и ответвлениями к большинству районов. Не газифицированы Пучежский, Юрьевецкий, Лухский (строительство), Верхнеландеховский, Пестяковский, Гаврилово-Посадский (строительство) районы.

## Наука, образование и культура
Крупнейшие научные организации:
- Институт химии растворов РАН

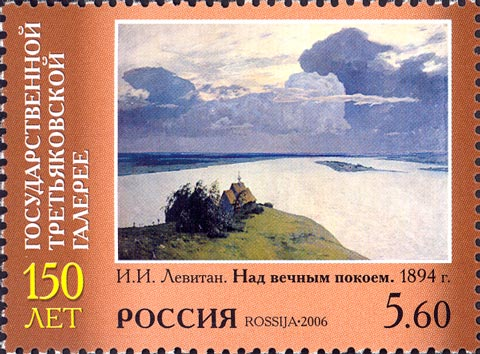
Исаак Левитан, «Над вечным покоем», 1894, церковь в Плёсе. Почтовая марка России, 2006, художник марки А. Дробышев

- Ивановский НИИ хлопчатобумажной промышленности
- Ивановский НИИ сельского хозяйства
- Ивановский НИиПКИ по автоматизированному электроприводу в промышленности
- ФГУП «Ивановский НИИ плёночных материалов и искусственной кожи технического назначения»
- НИИ моделирования и вычислительного эксперимента при ИГЭУ
- Ивановский НИЭК машиностроительный институт
- Ивановский НИИ материнства и детства имени В. Н. Городкова МинЗдрав РФ

На 2007 год в регионе функционируют 26 учреждений начального профессионального образования, 31 учреждение среднего профессионального образования. В системе общего образования Ивановской области 357 общеобразовательных учреждений, в том числе: 6 лицеев, 7 гимназий, 41 школа с углубленным изучением предметов. Общий контингент обучающихся в общеобразовательных школах составляет 89 153 человека, в вечерних школах — 2089 учащихся.
Число студентов вузов на 10 тысяч человек населения области в 2006 году составило 482 человек. Основные профессии по учреждениям среднего профессионального образования: медицинские работники, коммерсанты, правоведы, энергетики, работники автосервиса, педагоги, работники культуры. Подготовка в вузах проводится по 125 специальностям.
Ведущими высшими учебными заведениями области являются:
- Ивановская пожарно-спасательная академия государственной противопожарной службы МЧС России
- Ивановский государственный университет
- Ивановский государственный энергетический университет
- Ивановский государственный химико-технологический университет
- Ивановская государственная текстильная академия
- Ивановская государственная медицинская академия
- Ивановский государственный архитектурно-строительный университет
- Ивановская государственная сельскохозяйственная академия
- Ивановский филиал Российского экономического университета им Г.В Плеханова.
- Ивановский филиал Российского университета кооперации

Из культурных организаций выделяются: Ивановский областной театр драмы, Ивановский государственный цирк
Основная исповедуемая религия — православие. В области несколько православных монастырей: Воскресенско-Фёдоровский в Шуйском районе, Никольский монастырь в Приволжске, Свято-Успенский монастырь в Иванове, действует множество храмов со значительными приходами. В Иваново располагается соборная мечеть.
Российский фестиваль моды «Плёс на Волге. Льняная палитра» проводится ежегодно с 2006 года. В 2009 году принято постановление Правительства Ивановской области «О ежегодном проведении Международного текстильного салона и Российского фестиваля моды „Плёс на Волге. Льняная палитра“».
Областной фестиваль-конкурс рок-музыки «Рок-Февраль». Проводится ежегодно c 1994 года. Старейший и крупнейший из ныне существующих фестивалей рок-музыки в Ивановской области. Имеет культурное значение для жизни региона. Мероприятие собирает участников ивановских фестивальных проектов «Рок-улыбка», «Школьный рок», «Медные трубы». Организация фестиваля имела во многом воспитательное значение — дать молодым людям возможность творчески развиваться, пропаганда здорового образа жизни. Проводится при поддержке департамента молодёжной политики и спорта Ивановской области, департамента культуры и туризма Ивановской области.

## Достопримечательности, рекреация, спорт

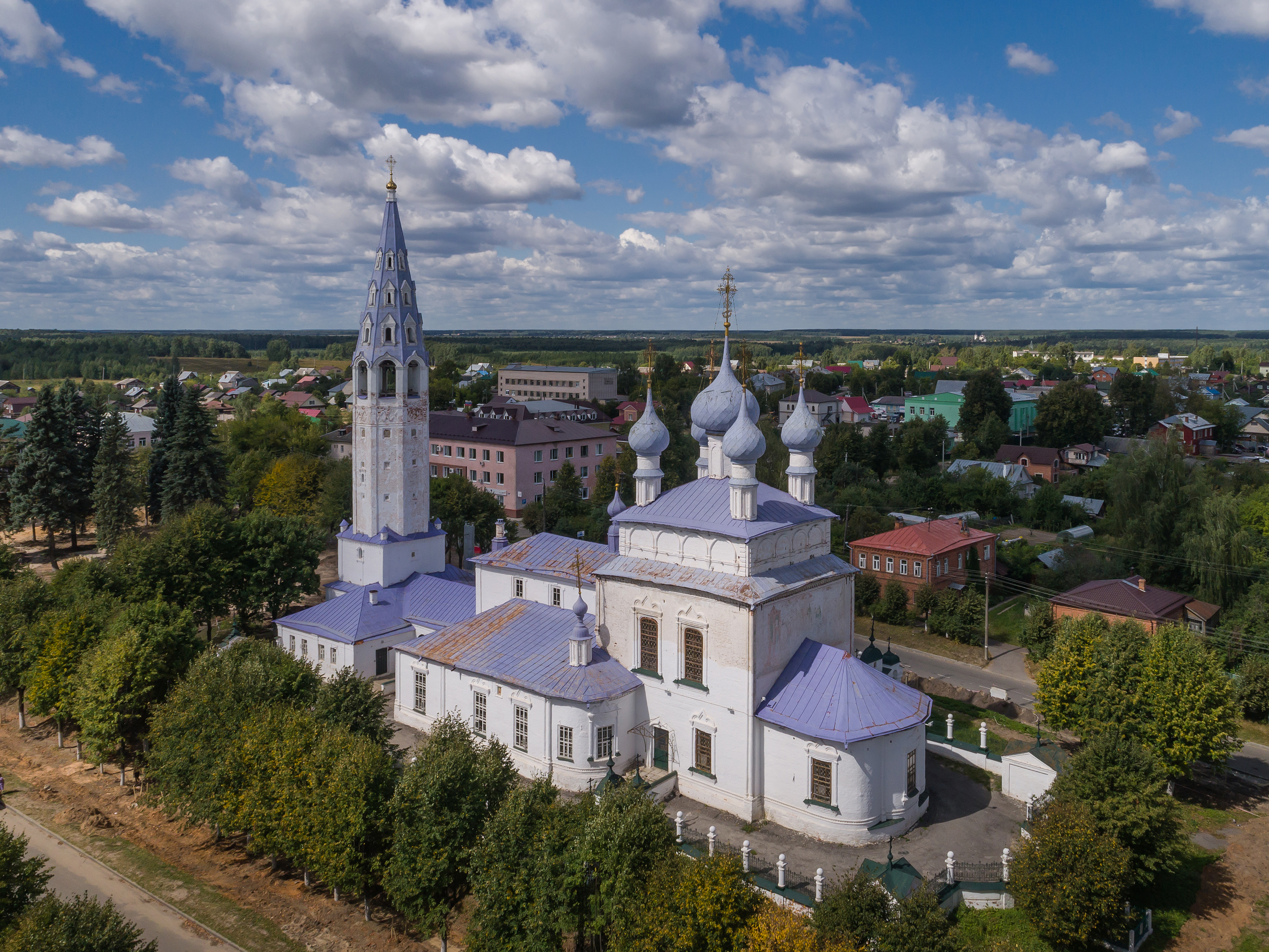
Крестовоздвиженская церковь в Палехе

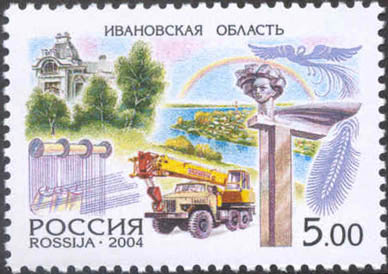
Музей ивановского ситца, монументальная композиция «Молодым революционеркам текстильного края» (1977), автокран «Ивановец» и жар-птица как символ Палехской миниатюры на почтовой марке России 2004 года из серии «Россия. Регионы», посвящённой Ивановской области

Города Иваново и Плёс являются составной частью Золотого кольца России, на территории области находится множество памятников истории и культуры.
Есть музеи: Ивановский краеведческий музей, Музей ивановского ситца, Кинешемский художественно-исторический музей, Дом-музей Цветаевых в Ново-Талицах и другие.
На территории Ивановской области проводится ежегодный Международный кинофестиваль «Зеркало» имени Андрея Тарковского.
Область представляет футбольный клуб «Текстильщик» Иваново. Игры проводятся на стадионе «Текстильщик» вместимостью 9565 человек.
Развит авиаспорт, действует спортивный аэродром «Ясюниха»

## Органы власти
9 сентября 2018 года на выборах губернатора Станислав Воскресенский одержал победу, набрав 65,72 % голосов избирателей. В этот же день состоялись выборы в Ивановскую областную думу. Десять мандатов из тринадцати получили кандидаты, выдвинутые партией «Единая Россия», два мандата — кандидаты от КПРФ и один мандат — кандидат от «Справедливой России». По единому областному округу пятипроцентный барьер преодолели четыре избирательные объединения. На первом месте — «Единая Россия» (34,14 % голосов). На втором — КПРФ] с 26,92 % голосов, на третьем месте — ЛДПР (16,33 % голосов), на четвёртом — «Справедливая Россия» (8,22 %).

## Известные люди
- Список Героев Советского Союза (Ивановская область)

## В нумизматике и филателии
30 мая 2022 года Банк России в серии «Российская Федерация» выпустил монету, посвященную области, на которой изображен её герб.

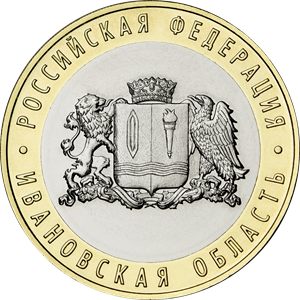
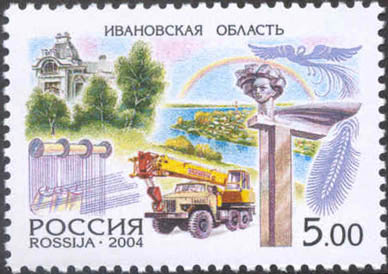